# Caparica e Trafaria
Caparica e Trafaria (llamada oficialmente União das Freguesias de Caparica e Trafaria) es una freguesia portuguesa del municipio de Almada, distrito de Setúbal. Según el censo de 2021, tiene una población de 26 345 habitantes.

## Historia
Fue creada el 28 de enero de 2013 en aplicación de una resolución de la Asamblea de la República de Portugal promulgada el 16 de enero de 2013 con la unión de las freguesias de Caparica y Trafaria, pasando su sede a estar situada en la antigua freguesia de Caparica.

## Demografía
| Gráfica de evolución demográfica de Caparica e Trafaria entre 2011 y 2021 |
|                                                                           |
| Datos según el nomenclátor publicado por el INE portugués.                |